# أول السموت

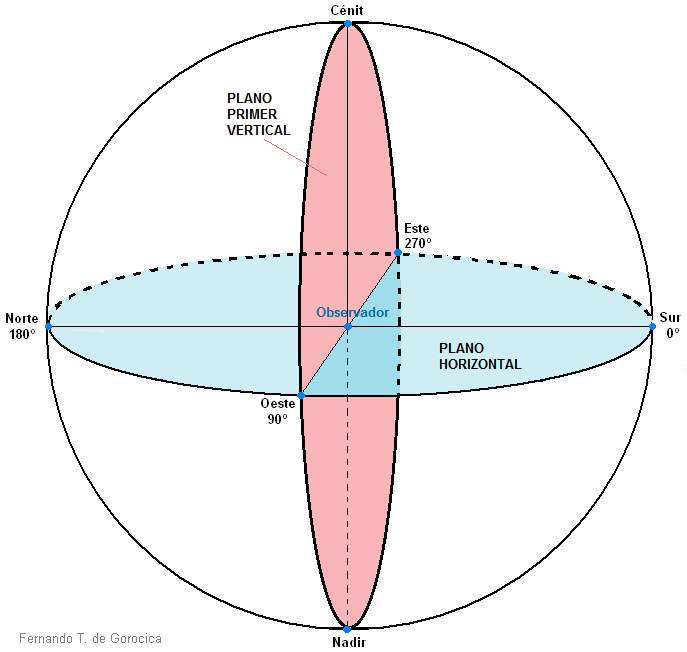
الدائرة المحيطة بالمستوي الأحمر هي أول السموت

في علم الفلك والتنجيم ومسح الأرض، أَوَّل السُّمُوت أو دَائِرَة المَشْرِق وَالمَغْرِب أو الرأسي الأول أو المتسامتة الأولى هو دائرة الارتفاع التي تمر من مشرق الشمس ومغربها عبر سمت الرأس لموقع معين، وتتقاطع مع الأفق في نقطتي الشرق والغرب. بعبارة أخرى، أول السموت هو دائرة الارتفاع التي تعامد خط الزوال السماوي، ويمر من مشرق الشمس ومغربها، وسمت الرأس، والنظير في أي مكان.